# Nephochaetopteryx utinguensis
Nephochaetopteryx utinguensis är en tvåvingeart som beskrevs av Tibana och Hime 1985. Nephochaetopteryx utinguensis ingår i släktet Nephochaetopteryx och familjen köttflugor. Inga underarter finns listade i Catalogue of Life.